# Pericoma bifalcata
Pericoma bifalcata är en tvåvingeart som beskrevs av Satchell 1950. Pericoma bifalcata ingår i släktet Pericoma och familjen fjärilsmyggor. Inga underarter finns listade i Catalogue of Life.